# Tasirodzsima
Tasirodzsima (田代島) egy kis sziget a Japánban található Isinomakiban (Mijagi prefektúra). A Csendes-óceánon fekszik az Osika–félszigettől távol, Adzsisimától nyugatra.
A sziget területe 3,14 négyzetkilométer, partvonala 11,5 kilométer, legmagasabban fekvő pontja 96,2 m, legmagasabb hegye a Sodzsima hegy (Shodzsijama). A sziget lakott, bár a populáció elég kicsi (kb. 100 ember, 1950 körül 1000 ember). „Macskák Szigete” néven lett ismert, mivel a kóbor macska populáció nagy és folyamatosan gyarapszik, mivel a helyiek úgy tartják, hogy a macskák etetésével bőség és jó szerencse szegődik az oldalukra. A szigeten a macskapopuláció nagyobb, mint a lakosoké. (Egy a Szankei News-ban megjelent cikk szerint nem tartanak kutyát és tilos a szigetre kutyát vinni.)
A sziget két falura van osztva, ezek: Ódomari és Nyitoda. Adzsisima, egy szomszédos sziget Osika városához tartozott, míg Tasirodzsima Isinomaki része volt. 2005. április 1-jén Osika egybeolvadt Isinomakival, így most mindkét sziget része Isinomakinak.
Mivel a populáció 83%-a idősekből áll, a sziget falvait úgy nevezték el, hogy „végső falvak” (限界集落 genkai súraku), ami azt jelenti, hogy a populáció 50%-a vagy több mint 50%-a 65 éves kor feletti, ezzel a sziget túlélése fenyegetve van.
A sziget Képregény Szigetként is elhíresült, mivel Sotaro Isinomori mangához kapcsolódó témájú épületeket építtetett a szigeten, melyek macskára emlékeztettek.

## Története
A Tasiro Általános Iskola 1989-ben bezárt és helyette oktatási központot hoztak létre. Az oktatási központ 2008-ban zárt be. A Manga sziget mint turista létesítmény 2000-ben épült. A 2007-es Tasirodzsima Maratont egy 6 km-es és egy 10 km-es pályán rendezték meg, melyet Hjokkori Hjótannak hívnak.
2011-ben lesújtott rá a Tóhoku cunami. A túlélők jelentései alapján a sziget hatalmas károkat szenvedett el.

## Macska szentély

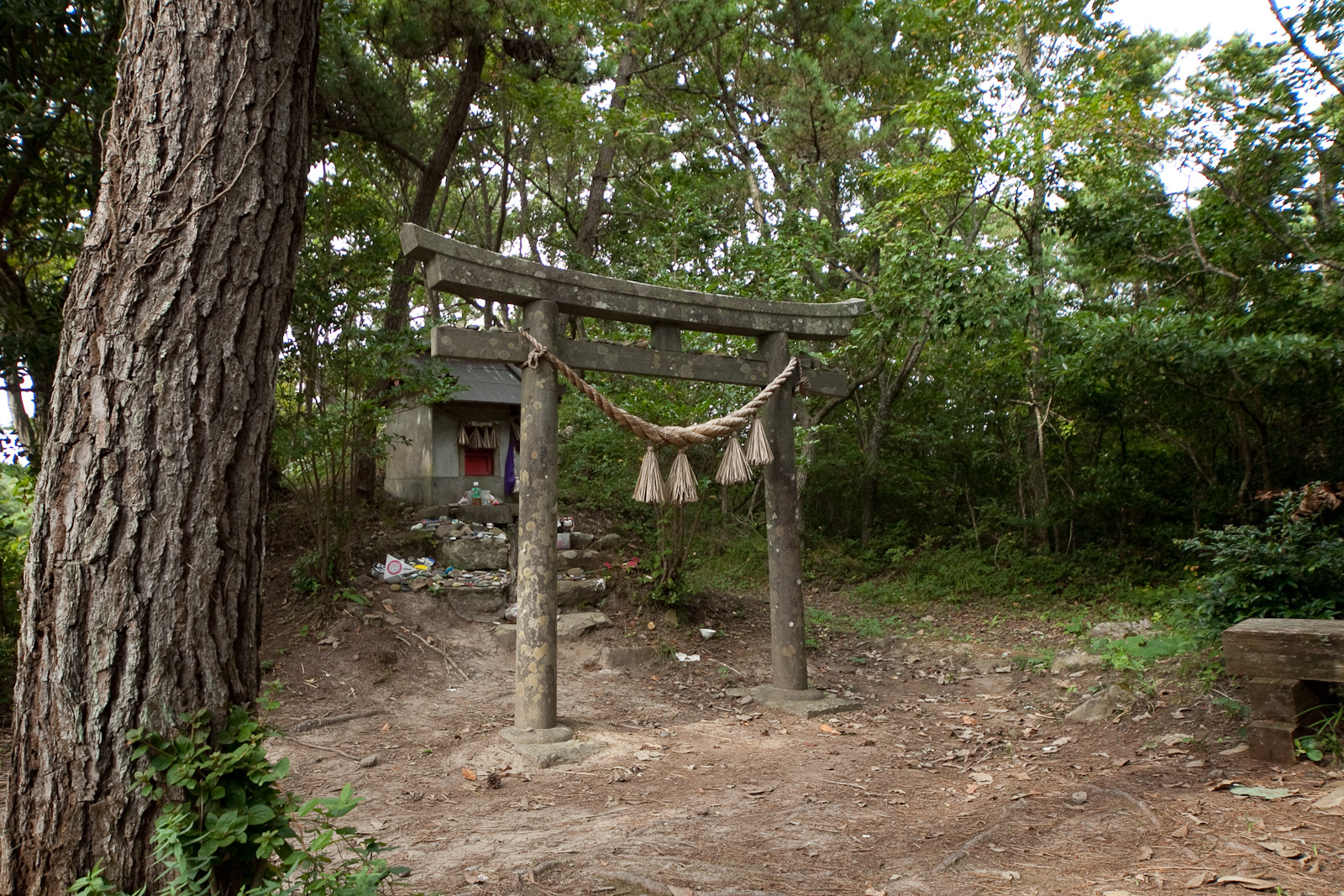
Macska szentély

Van egy kicsi macska szentély a sziget közepén, amit Neko-dzsindzsa (猫神社) néven ismernek, körülbelül a két falu között helyezkedik el. Régen a szigetlakók selyemhernyókat neveltek a selymük miatt, és a macskákat azért tartották, hogy az egérszaporulatot szinten tartsák (mert az egerek a selyemhernyók természetes ellenségei). A rögzített hálós halászat népszerű volt az Edo-korszak után és horgászok jöttek más területekről, hogy egész éjjel a szigeten maradjanak. A macskák a fogadóhoz mentek, ahol a halászok megszálltak és ételért kuncsorogtak. Idővel a halászok kifejlesztettek egy olyan módszert, amellyel a macskákat közelebb tudták csalni, így a macskák cselekvéseit megfigyelve tudtak a víz mozgásából és a vízfelszínen látszó halak árnyékából jósolni. Egy napon, amikor egy halász köveket keresett, hogy rögzítse a hálót, egy kő leesett és megölte az egyik macskát. A halász, sajnálatot érezve a macskák vesztesége miatt, eltemette a macskát és kegyelettel gondozta ezt a területet a szigeten.
Legalább 10 macska-szentély található Mijagi prefektúrában. Ezen kívül 51 kőszobor is található itt, melyek macskaformájúak, mely szokatlanul magas szám a többi prefektúrával összehasonlítva. Főleg mivel ezek a szentélyek és szobrok a déli területekre koncentrálódnak a szigeten, átfedésben azokkal a területekkel ahol a selyemhernyókat is tenyésztették.

## Média
2004-ben néhányan Szendaiból a szigetre költöztek és nyitottak egy fogadót, melyet Hamajának hívnak. 2006-ban elindítottak egy blogot a szigetről és lakosairól. 2006. május 20-án az Aszahi TV leforgatott egy epizódot a Dzsinszei no Rakuen (人生の楽園) című sorozatból a szigeten, melyben megemlítették a macskapopulációt. Szintén egy film, melyet a Fudzsi TV készített, a Nyanko the Movie (にゃんこＴＨＥ　ＭＯＶＩＥ), melynek alapja az egyik szigeten élő macska története, Kókadt fülű Jack (たれ耳ジャック　Tare Mimi Jack). A filmből sorozatot csináltak (a legutolsó a Nyanko the Movie 4. 2010. júliusában jelent meg) és mindegyik rész tartalmazott pár új információt Jackről. Ennek eredményeképp rengeteg macskaimádó látogat a szigetre. A szigeten kiállításokat és macskafotó versenyeket rendeznek.

## Elérhetőség
40 perc az Asidzsima vonalon (komp). Tasirodzsima körülbelül 15 kilométerre van Isinomaki városközpontjától.

## Fordítás
Ez a szócikk részben vagy egészben  a   Tashirojima című angol Wikipédia-szócikk fordításán alapul.  Az eredeti cikk szerkesztőit annak laptörténete sorolja fel. Ez a jelzés csupán a megfogalmazás eredetét és a szerzői jogokat jelzi, nem szolgál a cikkben szereplő információk forrásmegjelöléseként.